# إيغور تاراسوفس
إيغور تاراسوفس (16 أكتوبر 1988 بريغا في لاتفيا - ) هو لاعب كرة قدم لاتفي في مركز الوسط. شارك مع منتخب لاتفيا تحت 21 سنة لكرة القدم ومنتخب لاتفيا لكرة القدم. أما مع النوادي، فقد لعب مع نادي سكونتو ونادي فنتسبيلس ونيمان غرودنو وياغيلونيا بياويستوك وسیمرغ زاقاتالا ‏ وJFK Olimps ‏.

## وصلات خارجية
- إيغور تاراسوفس على موقع الاتحاد الدولي (مؤرشف)  (الإنجليزية)
- إيغور تاراسوفس على موقع الاتحاد الأوربي (الإنجليزية)
- إيغور تاراسوفس على موقع اتحاد تركيا (لاعب) (الإنجليزية)
- إيغور تاراسوفس على موقع قاعدة بيانات كرة القدم.إي يو (الإنجليزية)
- إيغور تاراسوفس على موقع ناشيونال فوتبول تيمز (الإنجليزية)
- إيغور تاراسوفس على موقع Soccerway.com (الإنجليزية)
- إيغور تاراسوفس على موقع عالم كرة القدم.نت (الإنجليزية)